# Narisara Nuwattiwong

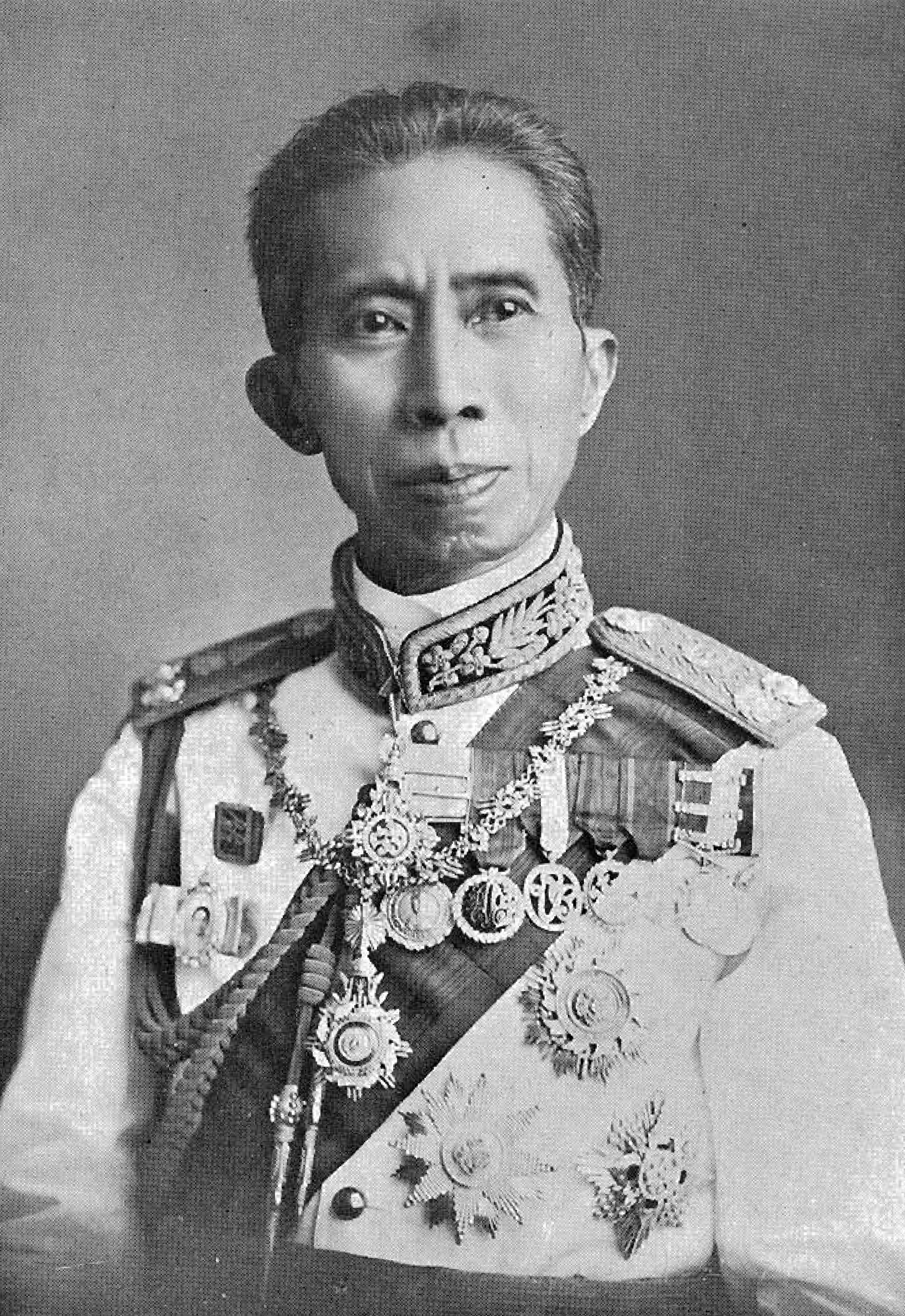
Prinz Naris

Prinz Naris (Aussprache: [narít], vollständiger Titel: Prinz Narisara Nuwattiwong, thailändisch สมเด็จพระเจ้าบรมวงศ์เธอ เจ้าฟ้าจิตรเจริญ กรมพระยานริศรานุวัดติวงศ์, RTGS Somdet Phrachao Borommawong Thoe Chao Fa Chitcharoen Krom Phraya Naritsara Nuwattiwong – Aussprache: [náʔrítsàʔraː núʔwáttìʔwong]; * 28. April 1863 in Bangkok; † 10. März 1947 ebenda) war ein Mitglied des Königshauses von Siam (dem heutigen Thailand), Gelehrter, Künstler, Minister und General.
Er war unter seinem Halbbruder, König Chulalongkorn (Rama V.), von 1892 bis 1894 Finanzminister, von 1894 bis 1899 Verteidigungsminister von Siam, das damals noch absolute Monarchie war. Nach dem Übergang zur konstitutionellen Monarchie fungierte er 1934–35 als Regent für den erkrankten König Prajadhipok (Rama VII.), seinen Neffen.

## Leben

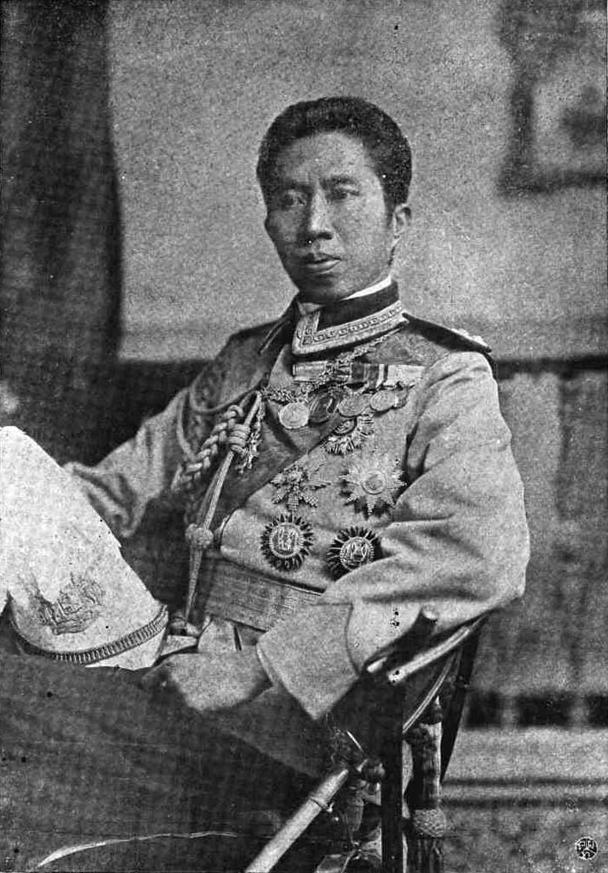
Prinz Naris (um 1890)

Prinz Naris wurde am Dienstag, dem 28. April 1863 als der 62. Sohn von König Mongkut (Rama IV.) geboren, seine Mutter war die königliche Gemahlin Phannarai (พระสัมพันธวงศ์เธอ พระองค์เจ้าพรรณราย). Bei seiner Geburt hieß er Prinz Chitcharoen und war nur ein Prinz zweiten Grades (Phra-ongchao). Den Namen Narisara Nuwattiwong und den Rang eines „himmlischen Prinzen“ (Chao Fa) bekam er erst später von seinem Vater verliehen. Er war ein Halbbruder von König Chulalongkorn (Rama V.). Er war der Gründer des „Hauses von Chitrabhongse“ (ราชสกุลจิตรพงศ์) und hatte neun Söhne und Töchter.
Ab 1883 gewährte König Chulalongkorn seinem Halbbruder Prinz Naris das Recht, im Wang Tha Phra (Palast an der Buddha-Landungsbrücke) zu residieren. Aufgrund schlechter Gesundheit baute Naris 1914 vor der Stadt inmitten von Reisfeldern im heutigen Bangkoker Stadtteil Khlong Toei den Wang Plainoen (Plainoen-Palast), den er dann bis zu seinem Tode im März 1947 bewohnte.
Im Jahr 1889 machte ihn der König zum Minister für öffentliche Bauarbeiten. Von 1892 bis 1894 leitete er das Schatzministerium (Phra Khlang). Als im Rahmen der Verwaltungsreform seines Bruders Chulalongkorn 1894 das traditionelle Kalahom-Ministerium in ein modernes Kriegsministerium umgewandelt wurde, wurde Prinz Naris dessen erster Minister. Von 1896 bis 1899 war er zusätzlich Oberkommandierender des thailändischen Heeres, von 1898 bis 1899 zugleich Oberkommandierender der Marine. 1899 wechselte er zurück ins Ministerium für öffentliche Bauarbeiten, das er bis 1905 leitete.
Als sein Neffe Prajadhipok (Rama VII.) 1925 den Thron bestieg, berief er Prinz Naris in den Hohen Staatsrat. Nach dem Ende der absoluten Monarchie ließ Prajadhipok 1934/35 die Krone zunächst vorübergehend für einige Monate ruhen. Prinz Naris fungierte in dieser Zeit stellvertretend für ihn als Regent. Als Prajadhipok 1935 endgültig auf den Thron verzichtete und der erst 9-jährige Ananda Mahidol (Naris’ Großneffe) König wurde, lehnte es der hochrespektierte Naris jedoch ab, erneut die Position des Regenten (für eine absehbar längere Zeit) zu übernehmen.
Prinz Naris wird heute als der „Vater der thailändischen Künste“ bezeichnet. Er war ein talentierter Architekt, Maler, Bildhauer, Designer, Komponist und Musiker, er war ein Experte in thailändischer Geschichte und Archäologie. Sein künstlerisches Genie und seine Beiträge zur Entwicklung der thailändischen Künste veranlasste 1963 die UNESCO, ihn zu einer „Person von internationaler Bedeutung“ zu ernennen.
Seit 2005 wird alljährlich von der Silpakorn-Universität ein Foto-Wettbewerb ausgeschrieben, um Kreativität und Innovation der fotografischen Künste zu fördern. Er wird zu Ehren des meisterlichen Künstlers und Handwerkers „Prinz-Naris-Tag“ genannt.

## Werke

### Texte
- Er schrieb den Text der ersten Version der Nationalhymne, der heutigen „Königshymne“ Phleng San Soen Phra Barami.

### Design
Naris entwarf im Zuge der Modernisierung der siamesischen Verwaltung ab 1893 zahlreiche Siegel (ลัญจกร, Lanchakon) der neu entstandenen Ministerien und Behörden, die zum Teil bis heute in Gebrauch sind. Dazu gehören das Garuda-Siegel des Königreichs Siam als solches, der Fabellöwe (Rajasiha) des Innenministeriums, der Paradiesvogel (Paksa Wayuphak) des Finanzministeriums sowie das Siegel des Amtes für bildende Kunst, das den Gott Ganesha zeigt. Zuletzt entwarf er 1947 das noch heute benutzte Siegel der Stadtverwaltung Bangkok (BMA), auf dem der Hindu-Gott Indra mit seinem Reittier, dem mythologischen Elefanten Erawan dargestellt ist.

Garuda-Siegel des Königreichs Siam
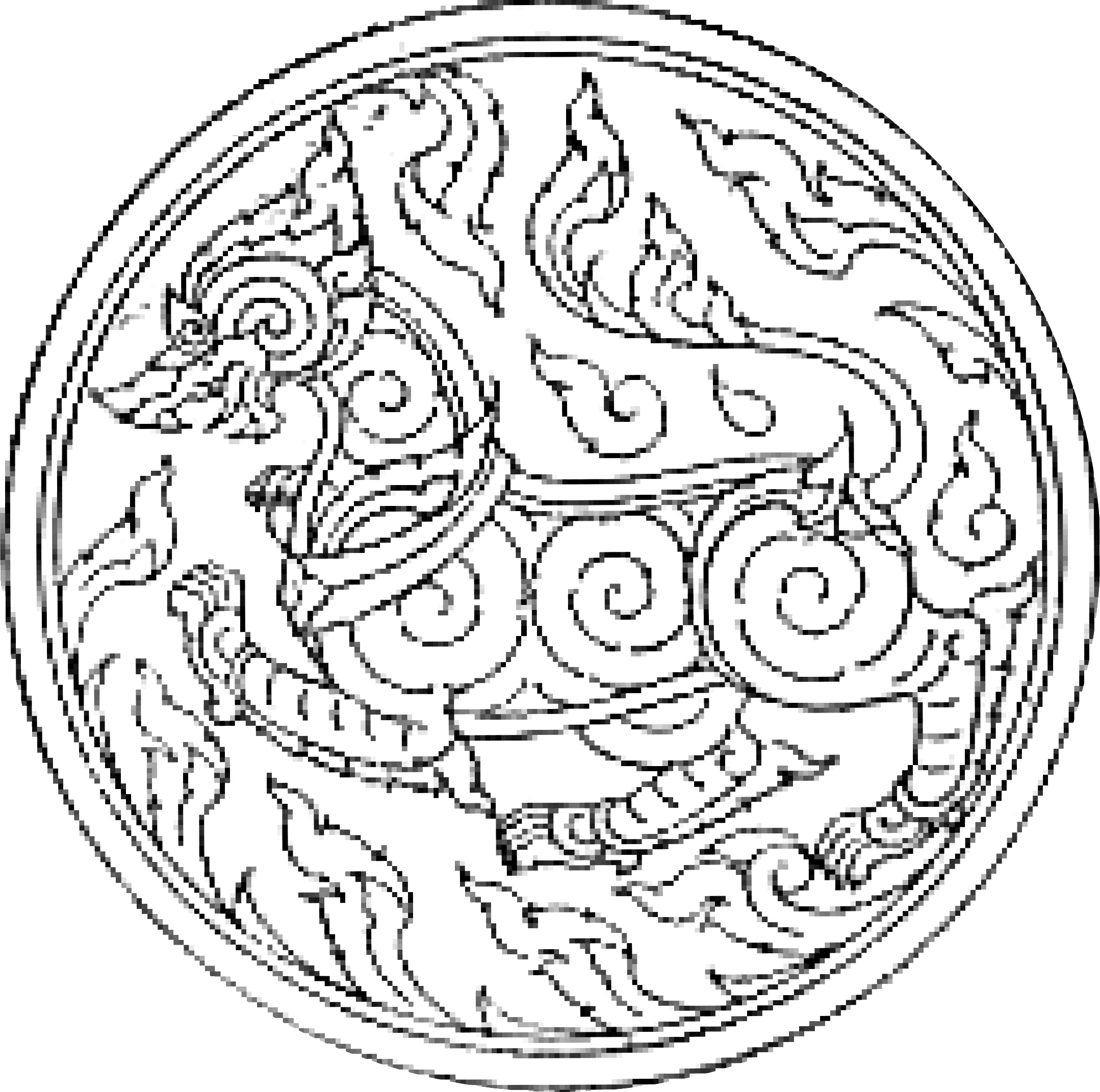
Siegel des Innenministeriums
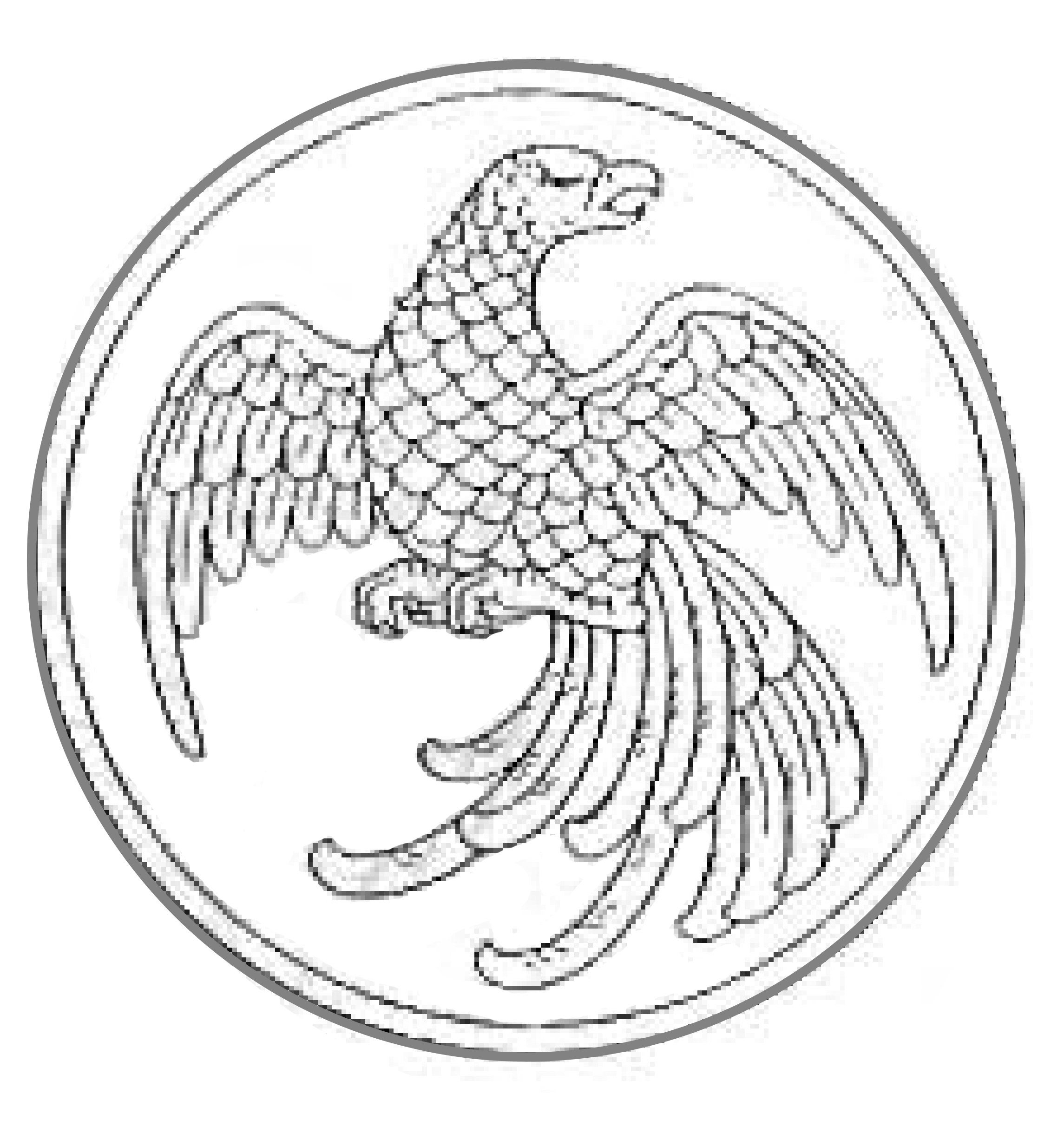
Siegel des Finanzministeriums
Siegel des Amts für bildende Kunst
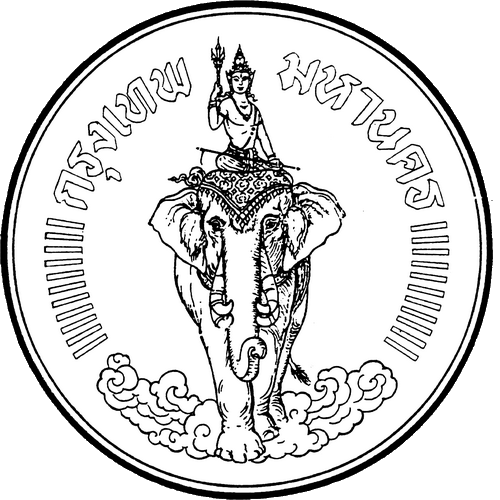
Siegel der Stadtverwaltung von Bangkok (BMA)

### Architektur
- Er entwarf den Ubosot des Wat Benchamabophit und ließ ihn mit italienischem Marmor verkleiden. Daher wird dieser Tempel auch „Marmor-Tempel“ genannt. In der Gestaltung griff Naris Elemente der traditionell-thailändischen, der europäischen und der chinesischen Architektur auf.
- Unter seiner Leitung wurde auf Ko Sichang der dort 1868 errichtete Mantat-Rattana-Rojana-Palast abgetragen und in König Chulalongkorns neuen Dusit-Palast als Wimanmek-Palast wieder aufgebaut. Das Palast-Gebäude wurde am 27. März 1901 eingeweiht.
- Er ließ seinen Palast (Wang Tha Phra) renovieren, indem er baufällige Gebäude abreißen und neue in einem europäisch-siamesischen Stil errichten ließ.
- Er entwarf den Ubosot des Wat Rachathiwat, dem Tempel, in dem sein Vater einen Teil seiner Mönchszeit verbrachte. Unter der Leitung von Prinz Naris wurde auch die Studierhalle (Sala Kan Parian) des Tempels renoviert.
- Er entwarf das „Thawon-Watthu-Gebäude“ am Sanam Luang, welches zunächst als temporäres Gebäude für die Kremation von Kronprinz Chaofah Maha Wachirunnahit vorgesehen war. König Vajiravudh (Rama VI.) richtete später in ihm die Stadtbibliothek von Bangkok („Hor Phra Samut Vajiravudh“) ein. 1977 wurde es vom thailändischen Fine Arts Department als „Nationales Antikes Gebäude“ gelistet.[5]

### Skulptur
- König Vajiravudh fand im Jahre 1909, als er noch Kronprinz war, in Si Satchanalai Bruchstücke einer großen Buddha-Statue, von der nur der Kopf, Hände und Füße unversehrt waren. Prinz Naris wurde beauftragt, die Statue zu restaurieren. Sie wurde 1913 im Wat Pho in Bangkok gegossen. Am 2. November 1915 wurde die Statue in der nördlichen Kapelle der Phra Pathom Chedi unter dem Namen „Phra Ruang Rojanaridhi“ eingeweiht. Später wurden die sterblichen Überreste von König Vajiravudh im Sockel dieser Statue beigesetzt.
- Er entwarf auf Anordnung von König Prajadhipok (Rama VII.) die Statue von König Phra Phutthayotfa Chulalok (Rama I.), welche heute auf dem östlichen Ufer des Mae Nam Chao Phraya am Fuße der Phra Phutthayotfa-Brücke steht.

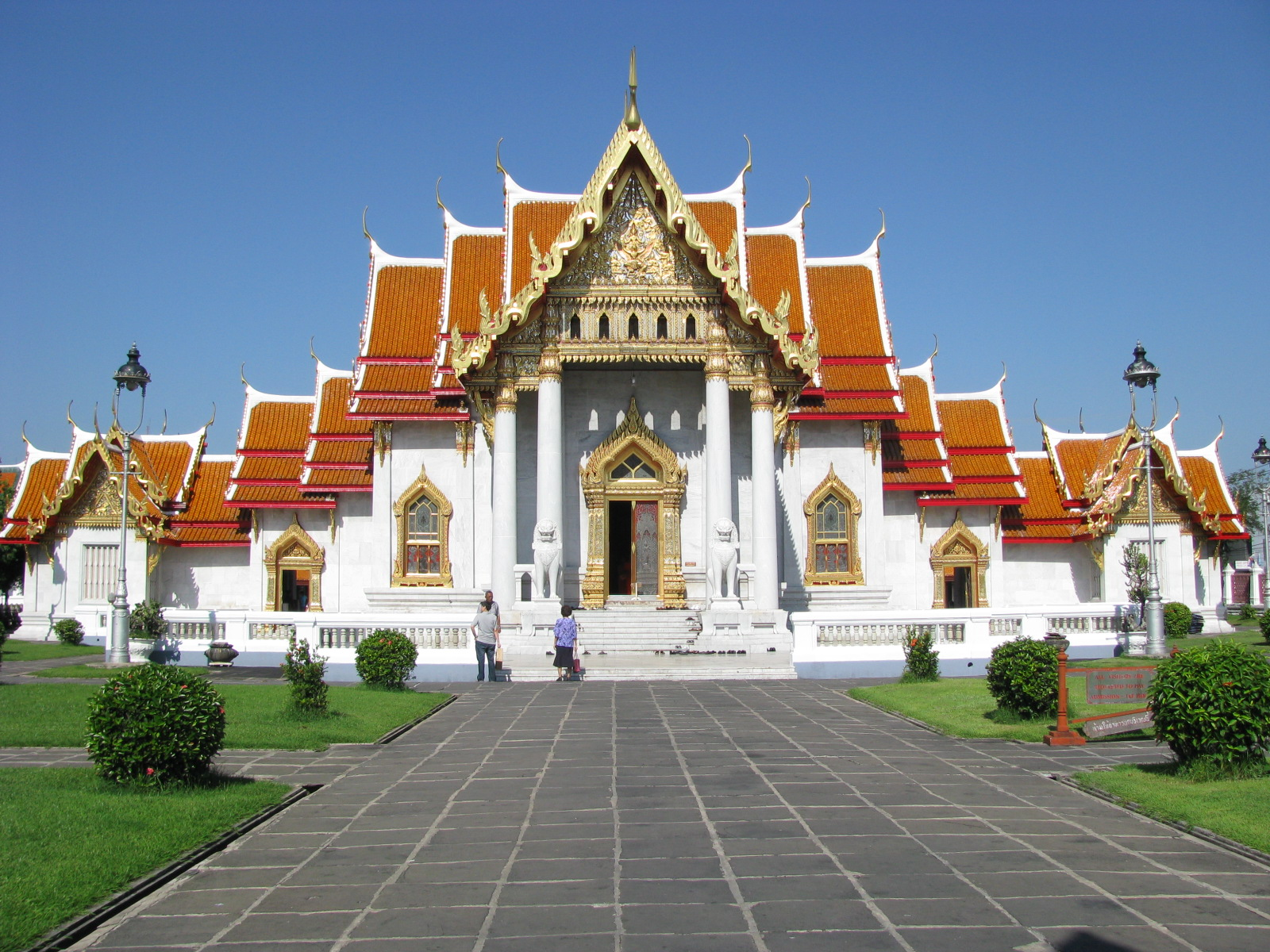
Ubsosot des Wat Benchamabophit („Marmortempel“)
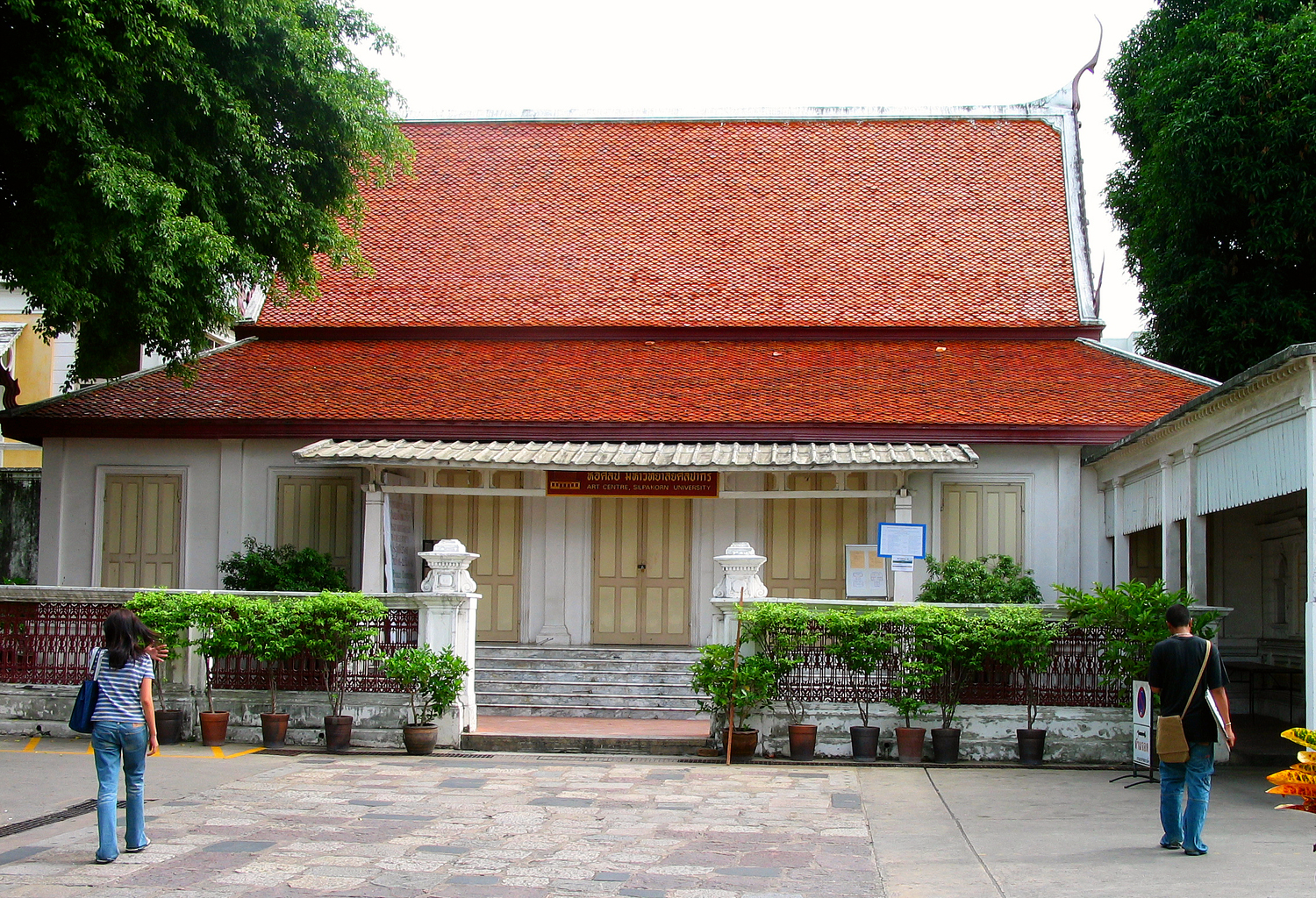
Empfangshalle des Wang Tha Phra
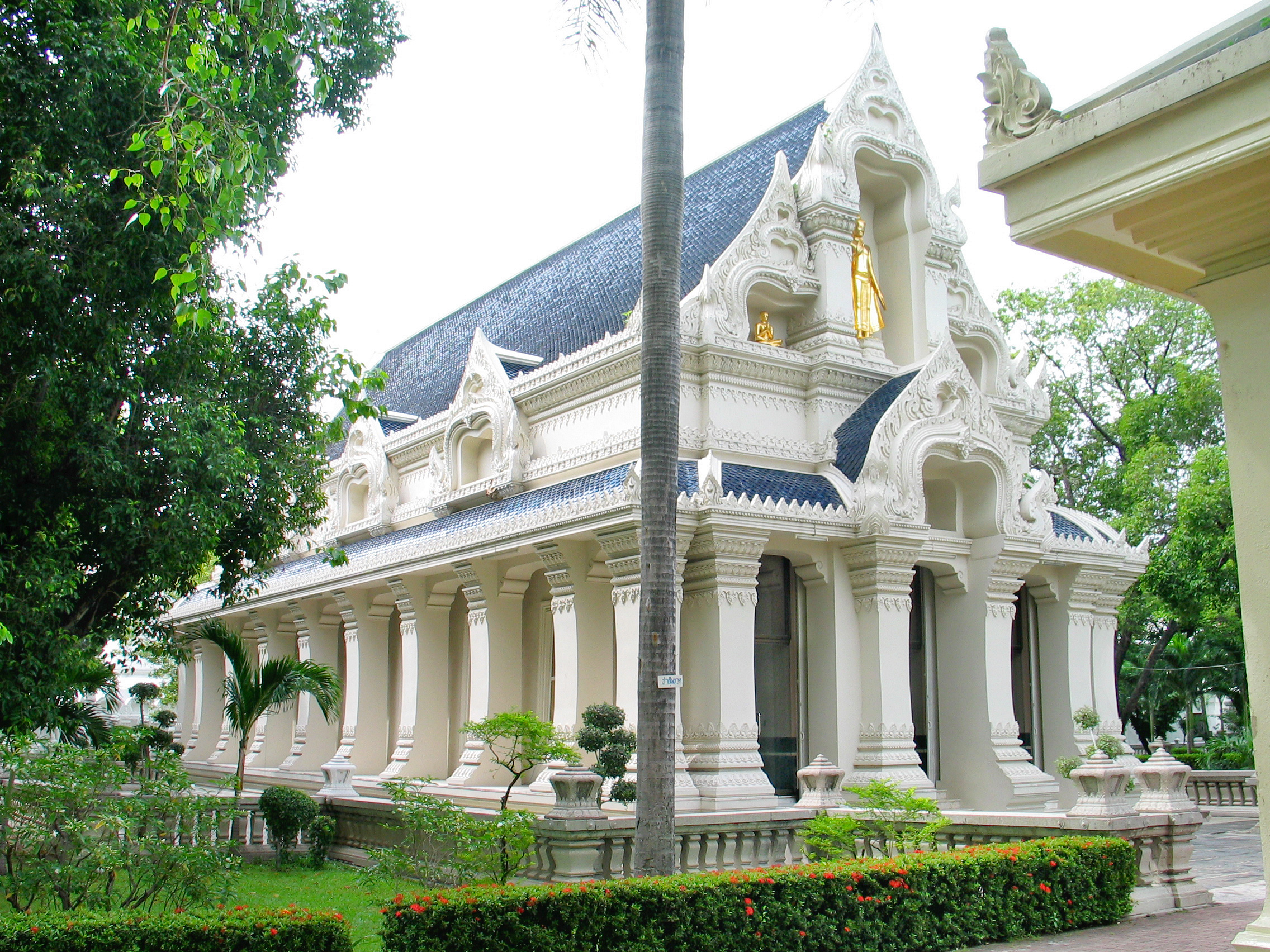
Ubosot des Wat Rachathiwat
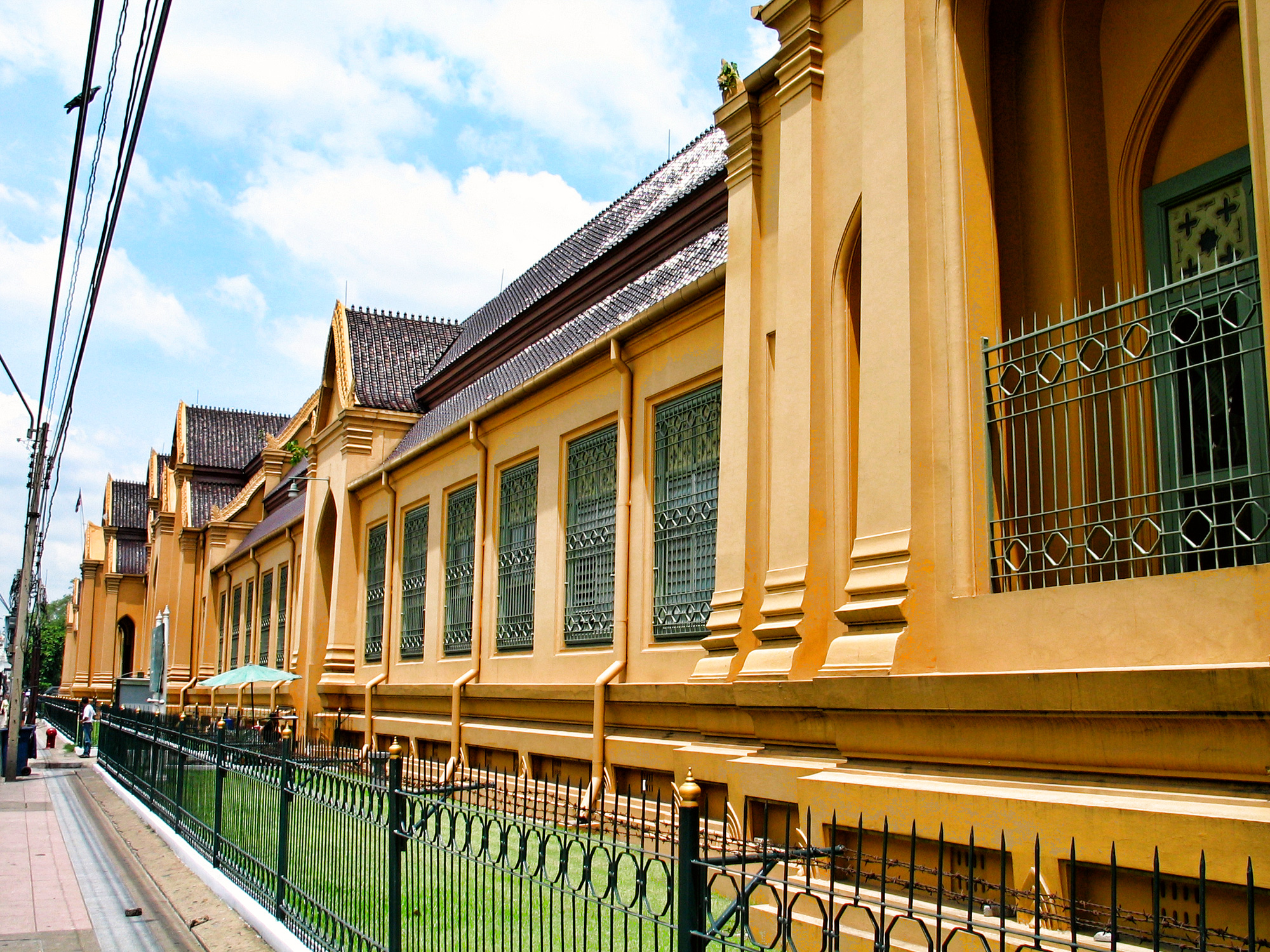
Thawon-Watthu-Gebäude
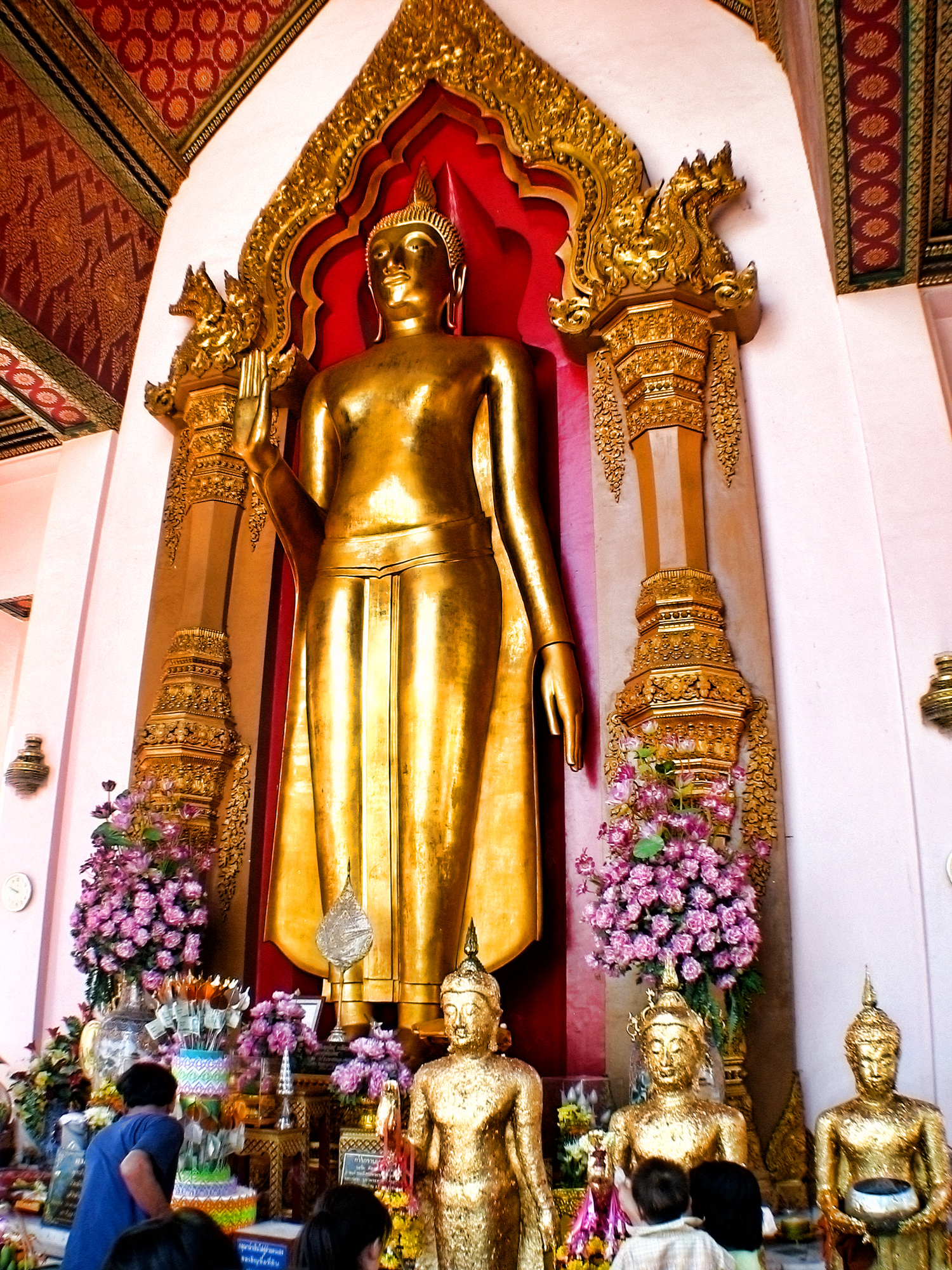
„Phra Ruang Rojanaridhi“ der Phra Pathom Chedi